# Olios guatemalensis
Olios guatemalensis là một loài nhện trong họ Sparassidae.
Loài này thuộc chi Olios. Olios guatemalensis được Eugen von Keyserling miêu tả năm 1887.